# Солецкое городское поселение
Соле́цкое городско́е поселе́ние — упразднённое муниципальное образование в Солецком муниципальном районе Новгородской области России.
Административный центр — город Сольцы.
Упразднено в марте 2020 года в связи с преобразованием муниципального района в муниципальный округ. Оно соответствует административно-территориальной единице Солецкое поселение Солецкого района.

## География
Территория поселения расположена на западе Новгородской области у реки Шелонь.

## История
Солецкое городское поселение было образовано законом Новгородской области от 17 января 2005 года № 399-ОЗ, Солецкое поселение — законом Новгородской области от 11 ноября 2005 года № 559-ОЗ.

## Население
| 2010   | 2012  | 2013  | 2014  | 2015  | 2016  | 2017  |
| ------ | ----- | ----- | ----- | ----- | ----- | ----- |
| 10 155 | ↘9626 | ↘9454 | ↘9326 | ↘9277 | ↘9154 | ↘9052 |
| 2018   | 2019  | 2020  |       |       |       |       |
| ↘8857  | ↘8736 | ↘8597 |       |       |       |       |

## Населённые пункты
В состав поселения входят 3 населённых пункта.
| № | Населённый пункт | Тип населённого пункта | Население |
| - | ---------------- | ---------------------- | --------- |
| 1 | Дубец            | деревня                | 3         |
| 2 | Ёгольник         | деревня                | 66        |
| 3 | Сольцы           | город                  | ↘8449     |

## Транспорт
Территория поселения расположена на пересечение крупных автодорог А116 и Р48, есть станция Сольцы Санкт-Петербург-Витебского отделения Октябрьской железной дороги линии Санкт-Петербург — Витебск, автомобильный и железнодорожный мосты через Шелонь. Есть также аэродром на авиабазе Сольцы.